# ¡Grande, pa!
¡Grande, pa! es una serie de televisión argentina de comedia dramática. Comenzó a emitirse en el año 1991 y finalizó en 1994 por Telefe. El libro del programa fue escrito por Patricia Maldonado, Gius (Augusto Giustozzi), Gustavo Barrios y Ricardo Rodríguez, y fue dirigida por Víctor Stella. Era protagonizada por Arturo Puig y María Leal, junto con Nancy Anka, Julieta Fazzari y Gabriela Allegue. La serie contaba la historia de un viudo que se encargaba, junto con la empleada doméstica, de criar a sus tres hijas, a las que apodaba las Chancles.

## Generalidades
Comenzó a emitirse en 1991 como un programa para ese verano, pero debido a su éxito se extendió por 4 temporadas, finalizando en 1994 por la pantalla de Telefe. Luego, en 1995, el canal decidió emitir repeticiones de la tira. El libro del programa fue escrito por Patricia Maldonado, Gius (Augusto Giustozzi), Gustavo Barrios y Ricardo Rodríguez, y fue dirigida por Víctor Stella. Era protagonizada por Arturo Puig y María Leal, junto con Nancy Anka, Julieta Fazzari y Gabriela Allegue. La serie contaba la historia de un viudo que se encargaba de sus tres hijas, a las que su niñera (María Leal) apodaba las Chancles.
También fue emitida en Chile entre 1993 y 1996, entre 1997 y 2000 por Canal 13 y posteriormente por Chilevisión (2005 y 2006) y UCV Televisión (2011). En Uruguay fue emitido por Monte Carlo TV, en Colombia por Canal Uno de Cempro TV, un muy buen debut, en el horario de mediodía de los domingos, debido a cambios de horario, solo se emitió veinte capítulos. En Perú, fue emitido por Frecuencia Latina presentándose en septiembre de 1994 siendo un gran éxito en el horario de las 6 p. m. de lunes a viernes; en Ecuador por SíTV presentándose entre 1994 y 1997 siendo un gran éxito en el horario de las 6:30 p. m. de lunes a viernes, se volvió a repetir en el año 2002 en el mismo horario, y en Paraguay por SNT. En Latinoamérica, fue emitido por Comedy Central.
Fue un éxito enorme y marcó hasta sesenta y tres puntos de audiencia en horario central, algo que no se ha vuelto a repetir. En Chile, ocurrió casi lo mismo en la primera estación televisiva en que fue transmitida, al igual que en Uruguay.[cita requerida]
Con motivo de celebrarse los 25 años del canal Telefe, el día 8 de junio de 2015, y a 24 años de su estreno, el canal emitió una vez más el primer episodio de la serie, en el ciclo titulado Primeros programas en la trasnoche del canal al finalizar el noticiero Diario de medianoche.

## Reparto
- Arturo Puig como Arturo Aráuz.
- María Leal como María Fernández.
- Nancy Anka como Josefina «Jose» Aráuz.
- Julieta Fazzari como Ángela «Angie» Aráuz.
- Gabriela Allegue como Florencia «Flor» Aráuz.
- Agustina Cherri como Camila «Cami».
- Stella Maris Closas como Norma.
- Alberto Fernández de Rosa como Teo.
- Patricia Viggiano como Mercedes Leiva (primera y segunda temporada).
- Gabriel Lenn ( Manuel. Novio y marido de Jose. 2da 3ra y 4ta temporada )
- Pepe Monje como Damián (primera temporada).
- Boris Rubaja como Félix (primera temporada).
- Pablo Iemma como Freddy (primera temporada).
- Delfy de Ortega como Mecha (primera y segunda temporada).
- Guadalupe Martínez Uría como Griselda (primera y segunda temporada).
- Verónica Varano como Aldana (tercera y cuarta temporada).
- Edward Nutkiewicz como Miguel.
- Manuel Callau como Dr. Andrés Ayerza (cuarta temporada).
- Guido Kaczka como Lucas.
- Daniel Kuzniecka como Martín.
- Javier Drogo como Facundo.
- Emilio Bardi como Lando.
- Patricia Rozas como Mirta.
- Betty Villar como Lola (primera temporada).
- Patricio Bruccini como Guido.
- Sebastián Miranda como Ramiro Chicharelli (primera, segunda y tercera temporada).
- Marixa Balli como Johanna (modelo) (primera temporada).
- Mónica Buscaglia como Luisa.
- Mima Araujo como Roberta.
- Virginia Innocenti como Nati (tercera temporada).
- Oscar Boccia
- Coni Vera como Andrea (cuarta temporada).
- Paulino Andrada (cuarta temporada).
- Rodrigo García Moro como Patricio (cuarta temporada).
- Pedro Ferraro
- Ricardo Palma
- Cuca Galeano
- Geraldine Behar como Marcela (secretaria Mercedes).
- Jimena Barón como Micaela (sobrina Mercedes).
- Adrián Yospe (primera y cuarta temporada).
- Romina Ricci como Belén.
- Federico D'Elía como ginecólogo (primera temporada).
- Elena Tasisto como Nora (cuarta temporada).
- Gabriela Toscano como doctora (tercera temporada).
- Silvia Kutika como Bárbara (cuarta temporada).
- Esteban Massari como Sergio (cuarta temporada).
- Silvia Dabove como la Enfermera Silvia (cuarta temporada).
- Daniel Di Biase como guardia de seguridad (cuarta temporada).
- Marcelo Rodríguez como el médico (cuarta temporada).
- Octavio Borro como Pablo (cuarta temporada).
- José Luis Oyarzábal como juez de paz (cuarta temporada).
- Jorge Palletrini como asistente de la discográfica (cuarta temporada).
- Antonella Costa como Rosita (cuarta temporada).
- Alejandra Vidal como Agustina (cuarta temporada).
- Gabriela Di Giovanni como Cecilia (cuarta temporada).
- Pablo Varone (cuarta temporada).
- Rubén Ballester como Mariano (tercera temporada).
- Lucrecia Capello como la Sra. Irene (cuarta temporada).
- Jorge Ochoa como Pascual (primera y cuarta temporada).
- Mónica Gazpio como Julia (cuarta temporada).
- Malena Figo como Alejandra (cuarta temporada).
- Diego Zurita como el Mensajero (cuarta temporada).
- Elcira Olivera Garcés como Celia (cuarta temporada).
- Ricardo Giuzzio
- Antonio Caride como Antonio Frates (cuarta temporada).
- Mónica Gonzaga como Leticia (cuarta temporada).
- Francisco Cocuzza como Gómez (cuarta temporada).
- Marcelo Mazzarello como el mozo.
- Jorge García Marino como profesor Raúl (cuarta temporada).
- Federico Luppi como el abogado (primera temporada).
- Martin Karpan como Javier (segunda temporada).
- Sandro participación especial en tercera temporada.
- Sergio Denis participación especial.
- Alejo García Pintos como Gastón (tercera temporada).
- Catherine Fulop Verónica (cuarta temporada).
- Mercedes Sosa participación especial (cuarta temporada).
- Silvina Dragone como Mirtha (cuarta temporada).
- Karina Rappa
- Soledad Maurizio
- Magdalena Romero
- Cecilia Romero
- Leonardo Enriquez
- Fernando Serrano
- Lucrecia Mendizabal
- Liber De Leon como Charlie (primera temporada).
- Martin Bissio
- Matias Bruno
- Catalina Vidal
- Nancy Cavas
- Fernando Andrino como Nicasio (primera y segunda temporada).
- Carmen Llambí
- Natalia Delucchi
- Jorge Capobianco
- Marta Longo
- Victoria Aragon
- Cesar André
- Carlos Marchi
- Miguel Arechaga
- Fernando Alvarez
- Marcela Biglieri
- Roxana Grasso
- Juan Carlos Blanco
- Quique Aguilar
- Federico Ludueña
- Sergio Elias
- Maria Florencia Crave
- Mario Alarcón
- Hector Nogues
- Augusto Souza
- Roberto Pieri
- Bruno Fumaroni
- Hugo Castro
- Gabriel Daneri
- Laura Marina Carranza
- Wagner Mautone
- Robert Heard
- Guillermo Santa Cruz
- Marcela Gilabert
- Monica Santibañez como la maestra/asistente social.
- Nicolas Ligatto
- Gilda Vasches
- Alejandro Dover
- Juan Carlos Salvati
- Karina Allegue como amiga de Angie.
- Lourdes Garcia Campos
- Carlos Garric
- Andrea Abakian
- Gustavo Garcia
- Jorge Roman
- Pino D'Angelo
- Eduardo Iraola
- Roberto Franco
- Ruben Leonardo
- Maria Alejandra Caceres
- Maria Florencia Trilla
- Floria Bloise
- Monica D'Amico
- Hector Canosa
- Alejandro Carballo.
- Graciela Valverde
- Jorge Schubert
- Jorge Filkelstein
- Laila Kerz
- Alejandra Caceres
- Elda Basile
- Horacio Dener como Carmelo.
- Luis Marazzoni
- Liliana Abayieva como mamá de Facu.
- Susana Alegre
- Maria Titolo
- Lelio Lesser
- Laura Andrea Florentin
- Gisela Scagliusi
- Victoria Manno
- Juan Jose Aquino
- Poupee Pradon
- Fabiana Actis
- Estela Kiesling
- Bettina Varde
- Daiana Kilm
- Marta Montiglio
- Inés Paz
- Pablo Bardauil
- Roxana Randón como Rosalía.
- Norberto Gonzalo
- Cristina Allende
- Delia Tello
- Beatriz Irusta
- Pablo García
- Jorge Nolasco
- Seliman Hourie
- Pablo Abas
- Gustavo López
- Carlos Girini
- Horacio Romero
- Hernán Lorenzo
- Cesar De Ortega
- Susana Ramirez
- Miguel Ruíz Díaz
- Alicia Dolinsky
- Matías Puelles
- Damián Iglesias
- María José Demare como Maribel.
- Néstor Zacco
- Jorge Peroni
- María Mercedes Vita
- Juan Carlos Uccello
- Sergio Baldasarre
- Ciro Correa
- Andrés Palais
- María Laura Topa
- Gaby Well
- Horacio Robles
- Silvina Frazetta
- Melina Sán Nicolás
- Veronica Prefumo
- Manuel Cruz
- Lorena Serenelli
- Natalia De Cicco
- Walter Longo
- Claudio Rissi
- Carolina Sorondo
- Daniel Gallardo
- Luis Mottola
- Diego Iorio
- Amílcar Vázquez
- Ezequiel Doti
- Solange Matou como Soledad.
- Carlos Weber
- Marcela Guerty
- Daniel Galarza como Nico.
- Nilda Raggi
- Efrain Cortizo
- Carmen Speranza
- Rosina Papas
- Ariel Keller como Bebe.
- Silvina Dragone
- Carlos Gamallo
- Paola Corbalán
- Martha Monjardin
- Iván Drago
- Carlos March como Francisco.
- Marisa Russo
- Mónica Galán
- Natalia Di Salvo como Natalia.
- Natalia Álvarez
- Karina Capo
- Carina Louzan
- Leandro Bufano
- Marcelo Graziano
- Paula Piña
- Alejandra Aued
- Walter Balzarini
- Fernando Fabre
- Eleonora Maristany
- Alejandro Canuch
- Raúl Filippi como Hugo.
- Gabriela Peret
- Ernesto Michel
- China Gontad
- Mariana Gualda
- Adrián Galatti
- Elena Petraglia
- Ariel Casas
- César Viglianco
- Deborah Garcia Hamilton
- Ariel Kesler
- Alejo Beccar
- Osvaldo Flores
- Fausto Collado como oculista.
- Viviana Salomón
- José Luis Castro
- Natalia Imbrosciano
- Salo Pasik como Juanma.
- Roberto Paravan
- Gisella Díaz
- Vera Fogwill
- Raúl Florido
- José Luis Quiroz
- Ana Graciosi
- Luisa D'Amico
- Marcela Labarca
- Virginia Lombardo
- Jorge Gesdel
- Gabriel Naveiro
- Armando Capo
- Fernando Llosa
- María Vita
- Alejandro Fiore
- Regina Lamm como Lilian.
- Raúl Aubel como Green.
- María Bellando
- Facundo Espinosa
- Darío Sánchez
- Maximiliano Greco
- Hector Navaz
- Carlos Felman
- Susan Browne
- Nano Medina
- Isabella Grohmann como Greta.
- Juán Carlos Alegre
- Cristián Pasman
- Carlos Lankes
- Miguel Dell 'Orco
- Jorge Granelli
- Marcela Canziani
- Guillermo Schweizer
- Mariano Ferrucci
- Emanuel Gonzalez
- Patricia Quintana
- Juán Mangoni
- Emiliano Mesquita Drago
- Noemí Inés Munt
- Marcelo Keller
- Matías Hacker
- Mario Sábato
- Rubén Green como Juan.
- Mónica Vehil como Claudia.
- Mirian Perazzolo como Señora.
- Laura Córdoba
- Natalia Perez
- Felipe Méndez como De Souza.
- Enrique Debarri
- Juán Carlos Villarroel
- Fabián Araujo
- Adriana Deluche
- Mara Jauregui
- Ezequiel Rodríguez
- Daniel Beniluz
- Carlos Herrera
- Cristian Abdala
- Jorge Pollini
- Roberto Fiore como Médico.
- Silvina Sabater
- Sandra Di Milo
- Beatriz Eket
- Ana María Ambas
- Silvina Silveri
- Sol Chorny
- Claudia Salminis
- Dalma Milebo como Silvia.
- Betty Raiter
- Jorge Sábato
- Gustavo Gerola
- Valeria Enriquez como Carmen Calet.
- Carlos Rivkin
- Ana María Colombo
- Ricardo Jarus
- Reynaldo Muscari
- Bárbara Iglesias
- Patricia Terán
- Cristal Charis
- Jorge Chernov
- Eduardo González
- Margara Alonso como Tota.
- Carmen Luciarte
- Leonardo Kreimer
- Rosa Rosen
- Karina Cartagenova
- Alejandro Morello
- Diego Ventola
- Anabella Valencia
- Lilian Pagano
- Perla Santalla como Beba.
- Alejandro Cobas
- Alfonso De Grazia
- Luis María Mathe como Dr Quinteros.
- Gabriela Salas
- Carlos March como Liebre.
- Fabio Aste
- Fabiana García Lago
- María Alejandra Martínez
- Ricardo Puente
- Nya Quesada
- Susana Ortiz
- Fernando Arango
- María Balmallor
- Pachi Armas
- Gustavo Luppi como Rivas.
- Marcelo Alfaro como Sigfrido.
- Marcelo Calier
- Natasha Rosemberg
- Guillermo Aguilar
- Marcos Zucker
- Graciela Gómez como Miss Valery.
- Claudia Kesel
- Alejo Bercar
- Hilda Suárez
- Albertina Luppi
- Ana Garber
- María Florencia Zabala
- Titina Makantasis
- Susana Machini
- Alicia Moxaut
- Luís Farias
- Ernesto Larrese como Ricardo.
- Marta Machado
- Vanina Quiroga
- Mariana Karr
- Paula Martínez
- Mónica Bruni
- Lionel Montiel
- Facundo García
- Ulises Celestino
- Elvira Vicario
- Javier Iriberri
- Ulises Fausciana
- Reinaldo Álcaraz
- Walter Roson
- Veronica Meneguzzi
- Rita Terranova como Marta Aráuz.
- Patricia Margal
- Ana María Casó
- Patricio Rouco
- Lilian Silva
- Valentina Fernández De Rosa como Gabi.
- Horacio Bongiovanni
- Luís Niborski
- Paula Pourtalé como Paula.
- Gianni Fiore
- Patricia Gilmour
- Marta Albanese
- Patricia Moreno
- Eduardo Baldani
- Marcelo Bonzi
- Cecilia Albirzu como Alejandra.
- Ana Carolina Kogan
- Mercedes Funes
- Victoria Sarinelli
- Hugo Cosiansi como Marcelo.
- Jesús Berenguer como padre de Alejandra.
- Horacio Roca como Ovidio.
- José María Lopez como Dumas.
- Luis Campos
- Luis Aranda
- Carlos Juárez
- José María Carballo
- Estela Garelli
- Ana Doval
- Cristina Rivas
- Sara Vinocur
- Marcos Venge
- Lorena Bianchin
- Germán Idalgo
- Romina Eggel
- Juan Carlos Puppo como Pierluca.
- Enzo Maqueira
- Mariana Auad
- Hector Fernández Rubio
- Carlos Zarate
- Carlos Donigian
- Manuel Martínez
- Ángela Ragno
- Claudio Martínez Bel
- Ana Vasoni
- Liana Lombard
- Silvina Korstanje
- Jorge Alberto Gómez
- Pablo Huley
- Gastón Milli
- Mónica Focard
- Yanina Massafra
- Guillermo Gómez
- Laura Palmucci
- Mara Huley
- Alejandro Abdeljelik
- Patricia Kraly
- Dania Asayag
- Hugo Ordoñez
- Daniel Bustos
- Michael Huberk

## Banda sonora
Temporada de 1991
1. Intro
2. Tengo todo excepto a ti (Luis Miguel)
3. Completamente enamorados (Chayanne)
4. Yo sin ti (Ricardo Montaner)
5. Cuatro estrofas (Alejandro Lerner)
6. Todo mi corazón (Yuri)
7. Bella señora (Emmanuel)
8. De punta a punta (José Luis Rodríguez)
9. Te quiero tanto (José Luis Perales)
10. Con el corazón en la mano (Guillermo Fernández)
11. Esa chica es mía (Sergio Dalma)
12. El que la hace la paga (Angélica María)

## Versiones
- La serie tuvo una versión brasileña, emitido por el canal SBT, en 1991, llamada Grande Pai.
- También tuvo su versión portuguesa por el canal TVI en el 2000 llamada Super Pai.
- En 2007, la cadena ecuatoriana Ecuavisa tuvo una adaptación de esta serie, la que se denominó Súper Papá. Estuvo una temporada al aire.
- En 2008, Teleset hizo una versión colombiana de esta serie titulada Súper pá, protagonizada por Juan Pablo Gamboa y Aura Helena Prada, para RCN Televisión, la cual solo tuvo una temporada.